# Provincia Saraburi
Saraburi (în thailandeză สระบุรี) este o provincie (changwat) din Thailanda. Situată în regiunea de Centru, provincia Saraburi are în componența sa 13 districte (amphoe), 111 de sub-districte (tambon) și 965 de sate (muban). 
Cu o populație de 609.111 de locuitori și o suprafață totală de 3.576,5 km2, Saraburi este a 41-a provincie din Thailanda ca mărime după numărul populației și a 56-a după mărimea suprafeței.